# Tiếng Saka

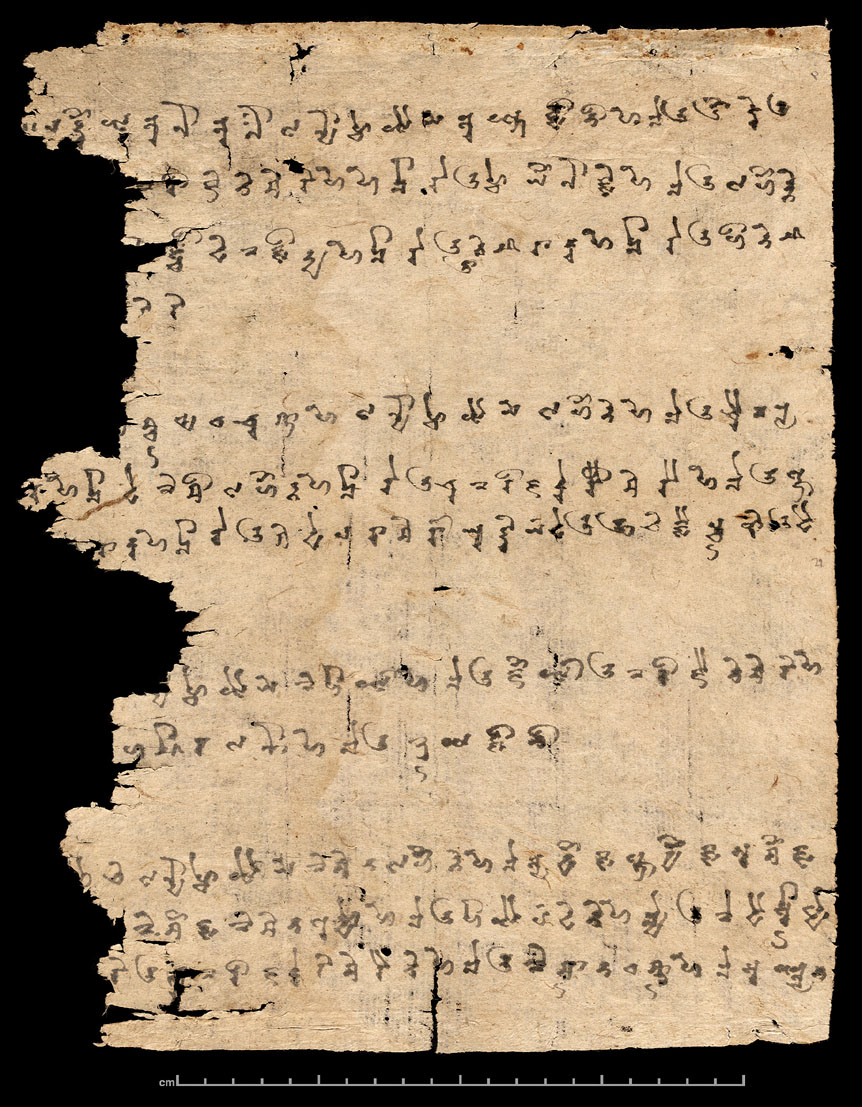
Cung hoàng đạo bằng tiếng Khotan BLI6 OR11252 1R2 1

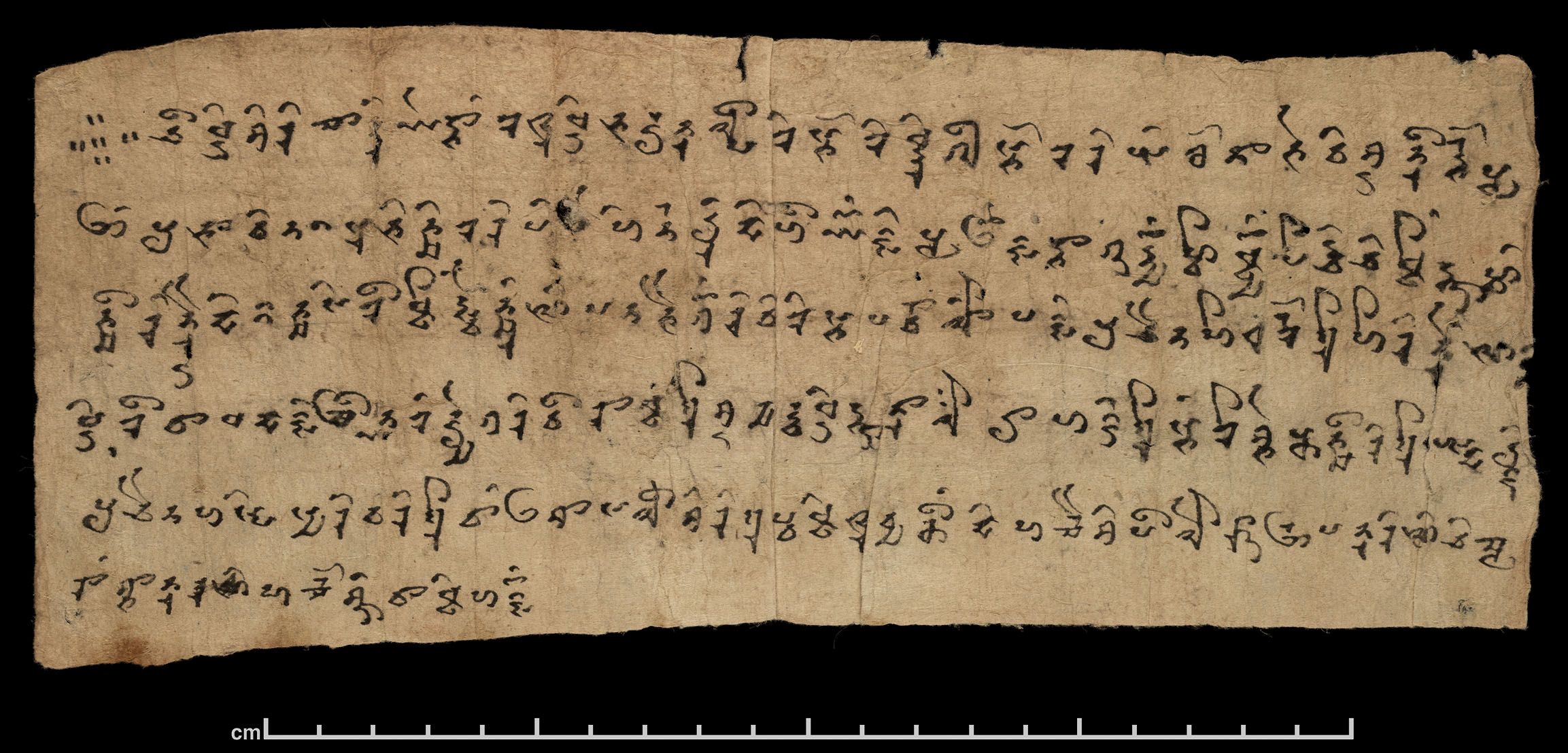
Những câu thơ tiếng Khotan BLE4 IOLKHOT50 4R1 1

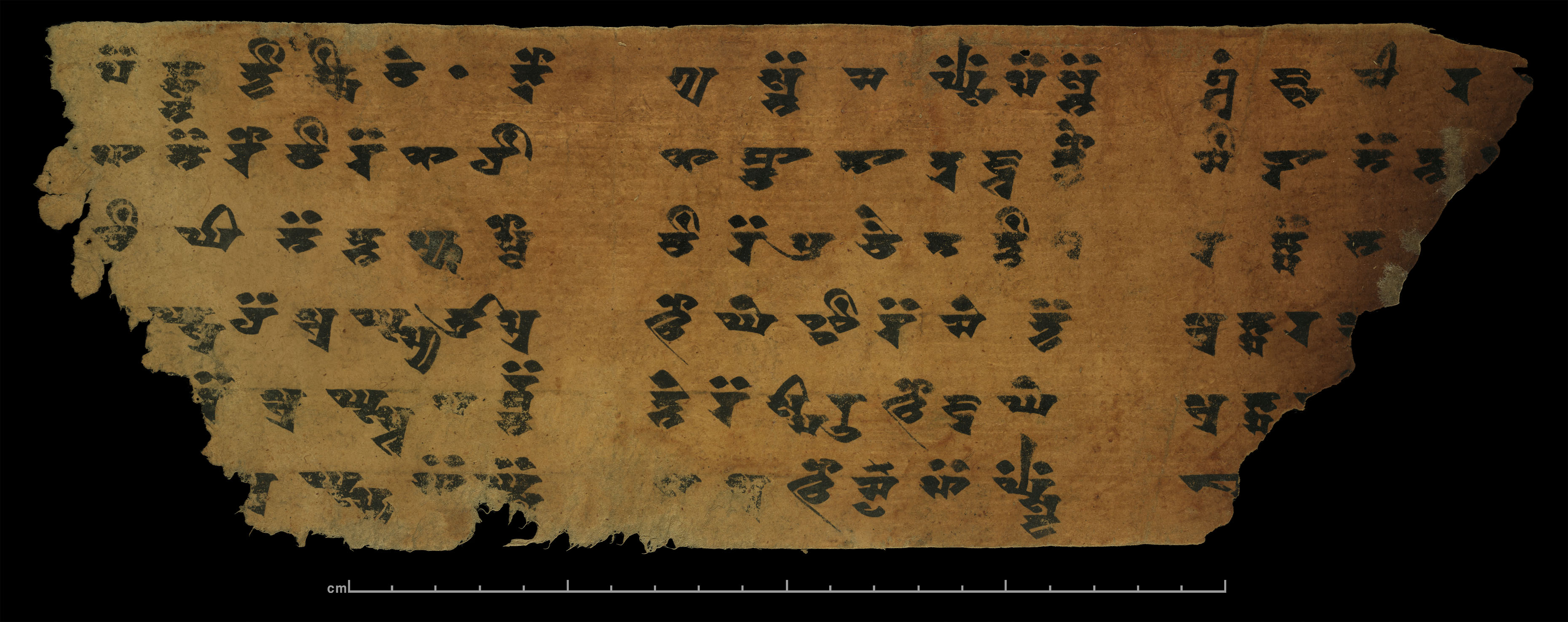
Sách của Zambasta BLX3542 OR9614 5R1 1

Tiếng Saka là một ngôn ngữ thuộc nhóm ngôn ngữ Iran Đông, từng hiện diện ở hai vương quốc Phật giáo cổ đại Vu Điền (Khotan) và Tumshuq nằm trong lòng chảo Tarim, ngày nay là miền Nam Tân Cương, Trung Quốc. Đây là một ngôn ngữ Iran trung đại. Hai vương quốc Khotan và Tumshuq có hai phương ngữ (được đặt theo tên mỗi vương quốc) khác nhau mà đôi lúc được coi là hai ngôn ngữ. Tiếng Saka là một trong những ngôn ngữ Iran trung đại ở khu vực Con đường tơ lụa ngoài tiếng Bactria, tiếng Sogdia, tiếng Ba Tư trung đại và tiếng Parthia.
Các nhà cai trị người Saka của Tây Ấn Độ, chẳng hạn như người Ấn-Scythia và các Phó vương miền Tây thực tế nói cùng một ngôn ngữ.
Di liệu tiếng Saka trên gỗ và giấy được viết bằng một dạng chữ Brahmi (với một số ký tự riêng tự tạo và một số điểm khác thường trong kí âm, như ys biểu thị âm z). Văn liệu tiếng Saka có niên đại từ thế kỷ thứ tư đến thế kỷ thứ mười một. Tiếng Tumshuq có phần nguyên thủy hơn tiếng Khotan, nhưng do có ít văn liệu tiếng Tumshuq hơn, nên ta biết ít hơn về nó. Cả hai phương ngữ chia sẻ một số đặc điểm với tiếng Pashtun và tiếng Wakhi ngày nay. Ngôn ngữ này được gọi là "Hvatanai" trong văn liệu đương thời. Các ngôn ngữ Tochari thu nhận nhiều từ vựng gốc Prakit thông qua trung gian là tiếng Khotan.

## Lịch sử
Hai phương ngôn tiếng Saka mà ta biết xuất hiện theo sau một làn sóng di cư của người Scythia. Sử liệu Trung Quốc không ghi nhận cuộc xâm lược nào đến vùng này; có một giả thuyết rằng hai tộc người Saka, nói hai phương ngữ, đến vùng này định cư vào khoảng năm 200 TCN, trước khi sử liệu của người Trung Quốc nhắc đến nơi này. Người Saka cũng có thể đến trước thế kỷ thứ 3 TCN và đồng hóa với người dân bản địa đã định cư ở vùng Lòng chảo Tarim từ trước.
Tiếng Saka biến mất sau khi người Hồi giáo Turk chinh phục vương quốc Vu Điền trong thời kỳ Hồi giáo và Turk hoá Tân Cương.
Vào thế kỷ 11, Mahmud al-Kashgari đã nhận xét rằng người Khotan vẫn có ngôn ngữ, chữ viết riêng và không giỏi tiếng Turk. Theo Kashgari, một số ngôn ngữ phi Turk như tiếng Kanchak và tiếng Soghdia vẫn được sử dụng ở một số khu vực. Người ta cho rằng tiếng Kanchak (ở Kashgar, nước Sơ Lặc) thuộc nhóm ngôn ngữ Saka, cùng nhóm với ngôn ngữ được sử dụng bởi người dân ở Tashkurgan. Có lẽ người dân lòng chảo Tarim chuyển sang nói ngôn ngữ Turk vào cuối thế kỷ thứ 11.

## Phân loại
Tiếng Khotan và tiếng Tumshuq có mối quan hệ chặt chẽ và được xếp vào nhóm ngôn ngữ Đông Iran.

## Văn bản
Trừ một bản khắc từ Issyk Kurgan (được tạm xác định là bằng tiếng Khotan, dù được viết bằng chữ Kharosthi), tất cả các tài liệu tiếng Saka còn sót lại đều có nguồn gốc từ Khotan hay Tumshuq. Tiếng Khotan có hơn 2.300 văn bản được lưu giữ trong bản thảo Đôn Hoàng, trái lại, chỉ có 15 văn bản bằng tiếng Tumshuq. Những văn bản này được giải mã nhờ Harold Walter Bailey. Các văn bản cổ xưa hơn (từ thế kỷ thứ tư) chủ yếu là các tài liệu tôn giáo. Vương quốc Vu Điền là một đất nước nhiều tịnh xá và có thể dễ dàng tìm thấy những bản dịch Kinh Phật có niên đại khác nhau.